# Кропива кулястоквіткова
Кропива кулястоквіткова або кропива кульконосна (Urtica pilulifera) — вид однорічних трав'янистих рослин роду кропива (Urtica).

## Ботанічний опис
Однорічна чи дворічна рослина. Стебло заввишки 30–75 см. Листки широко-яйцеподібні, довжиною 2–6 см. Суцвіття кулясті, на довгих тонких ніжках. Рослина до 100 см завдовжки, трав'яниста, з рідкісними жалкими волосками. Стебло чотирикутне. Сім'янки широко яйцеподібні, ≈2.5 мм довжиною й ≈2 мм завширшки, темно-коричневого забарвлення.
Цвіте у червні-вересні.

## Поширення
Вид поширений у Європі окрім півночі, в Північній Африці (Туніс, Алжир, Марокко, Лівія, Єгипет), та на південному заході Азії (Кіпр, Туреччина, Вірменія, Грузія, Азербайджан, Ліван, Ізраїль, Йорданія, Сирія, Афганістан, Іран, Пакистан, пн.-зх. Індія).
В Україні зустрічається у степу та Криму. Входить до переліку видів, які перебувають під загрозою зникнення на території м. Севастополя.

## Практичне використання
Використовувалася в традиційній медицині римлян.